# 大田泰示
大田 泰示（おおた たいし、1990年6月9日 - ）は、広島県福山市出身の元プロ野球選手（外野手）。右投右打。

## 経歴

### プロ入り前
広島県立三次高等学校で投手であった父の影響を受け、物心ついた頃からキャッチボールを始め、福山市立川口小学校1年の時にソフトボールを始める。5年からは軟式野球クラブ鞆古城クラブでプレー。
福山市立城南中学校2年時に秋の県大会で優勝。中学時代の所属クラブである松永ヤンキースでは上本崇司がおり、中学2年の時は三遊間、3年時はバッテリー（大田が投手）を組んでいた。同年に元プロ野球選手が指導する野球教室に参加し、『凄い中学生がいる』と聞きつけて参加していた原辰徳からスイングを褒められたことで原の母校である東海大相模高等学校への進学を決める。
東海大相模高校では1年春から三塁手としてベンチ入り。1年秋には4番打者を務め、2年秋からは主将を務めた。3年春に遊撃手に転向。3年夏の第90回全国高等学校野球選手権北神奈川大会決勝では大会新記録となる5本目の本塁打を記録した。甲子園出場は果たせなかったものの、高校通算本塁打65本（うち満塁本塁打5本）、推定飛距離140メートルの本塁打を打つパワー、投手として最速147km/hの地肩の強さ、デレク・ジーターを彷彿とさせる大型遊撃手であることなどから、ドラフト上位候補としてスカウトの注目を集めた。高校の同期に角晃多、1学年先輩には菅野智之、田中広輔がいる。
当初は東海大学への進学を表明していたが、提出期限日にプロ志望届を提出。2008年度ドラフト会議にて読売ジャイアンツと福岡ソフトバンクホークスの2球団から1位指名を受け、抽選の結果、巨人が交渉権を獲得。契約金1億円、年俸1200万円（金額は推定）で仮契約。背番号は松井秀喜のメジャーリーグ移籍以来空き番号となっていた「55」に決まり、選手寮では松井や坂本勇人らが使った部屋に入居。
当年のドラフト指名に関与した長谷川国利によると、大田の東海大進学意向は指名重複を回避するための工作活動の一環であり、実際に大田に興味を示していた中日ドラゴンズを撤退に追い込むことに成功したという。また、大田の抽選を外した場合『長野は一度指名を拒否しているわけですから、他球団からするとまた拒否されるリスクがあるために貴重な1位を使ってまで指名はしないだろう』との理由で2巡目指名に回した長野久義（Honda）を繰り上げ1位指名することとしていたが、大田の指名権を獲得した事で巨人より先に2巡目指名権を行使できた千葉ロッテマリーンズが長野を指名（熟考の末、最終的には入団拒否→翌年ドラフト1位で巨人が指名）してしまう事態を招いている。

### 巨人時代

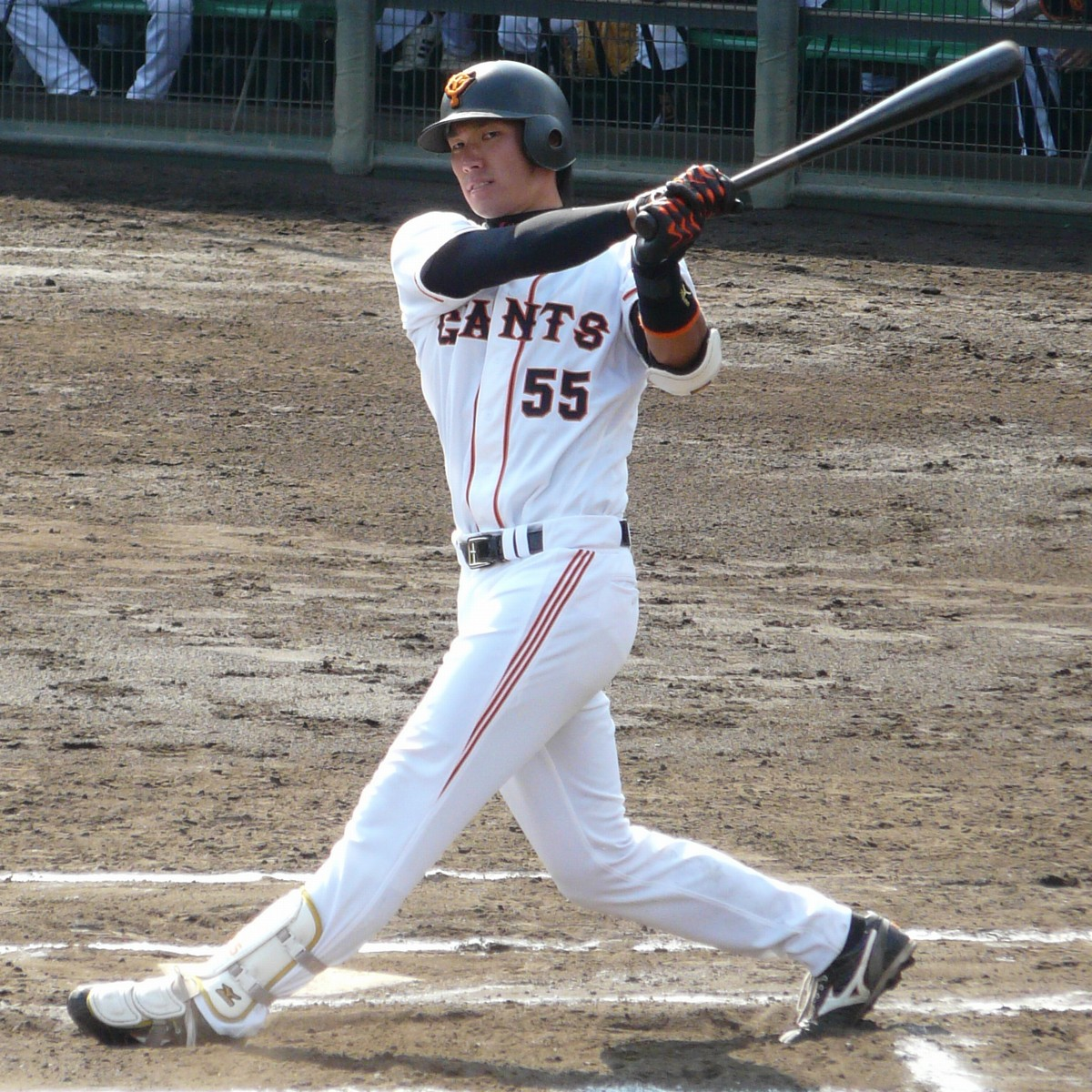
巨人時代

2009年は、キャンプから注目を集め、新人ながら原監督から打撃指導を受けた。3月20日のイースタン・リーグ開幕戦に「3番・三塁手」として先発出場。フェンス直撃の適時二塁打を打ち、公式戦初打点を記録。4月24日の湘南シーレックス戦にて公式戦初本塁打を記録。6月17日に初の一軍昇格。6月21日の千葉ロッテマリーンズ戦で代打として初打席に立ったが、三球で空振り三振に倒れた。以降は二軍でプレーし、「4番・三塁手」で先発出場した8月4日の東北楽天ゴールデンイーグルス戦で2回にダレル・ラズナーからバックスクリーン右へ11号同点ソロ、8回二死一塁の場面で吉崎勝から左中間へ12号2ランとプロ入り初の1試合2本塁打を打った。ファームでは101試合に出場し、打率.238、17本塁打、56打点、16盗塁の成績を残した。
2010年は、6月12日と13日の福岡ソフトバンクホークス戦に「8番・一塁手」で先発出場したが、計6打数無安打に終わった。一軍での出場はこの2試合に終わった。一方、イースタン・リーグでは101試合に出場し、打率.265、本塁打21、打点70。本塁打と打点でリーグ2位を記録した。10月23日から台湾で開催された第17回IBAFインターコンチネンタルカップの日本代表に選ばれた。
2011年も開幕を二軍で迎えたが、5月16日に一軍昇格。5月18日の楽天戦で延長10回一死満塁の場面でプロ初安打を打ち、これが決勝2点適時打となった。しかし、守備面の不安に加え、28打席4安打9三振と打撃でも結果を残せず一軍定着はならなかった。より打撃に専念するため、6月以降は二軍で外野手としてプレー。一軍では12試合の出場に終わったがイースタン・リーグでは105試合に出場し打率.254、本塁打は6本と大きく減らし、三振はリーグ最多の109。一方で盗塁数はリーグ2位の28を記録した（盗塁死はリーグ最多の15）。秋季キャンプにおいて外野手へのコンバートが正式に決まった。
2012年は、年始に阿部慎之助や長野久義らと共にグアムで自主トレを行い、春季キャンプから一軍に帯同。オープン戦では21打席連続無安打など絶不調ながら外野の一角として起用され、自身初の開幕一軍入りを果たす。しかし、開幕後も調子は上がらず4月10日に二軍降格。9月1日に再昇格し同日のDeNA戦に「7番・一塁手」で先発出場。先制適時打を含む3打点、自身初の猛打賞の活躍でお立ち台に上がった。9月23日の東京ヤクルトスワローズ戦（東京ドーム）で山本哲哉からプロ第1号本塁打を打つと、9月25日の広島東洋カープ戦（MAZDA Zoom-Zoom スタジアム広島）でもバックスクリーン左に2試合連続本塁打を打った。リーグ終盤戦では中堅手などで17試合に先発出場。最終的に21試合に出場した。しかし、CS、日本シリーズではベンチからも外れた。11月からはアジア・ウィンター・リーグに参加。3本塁打、OPS.980を記録した。
2013年は、2年連続で開幕一軍入りするも、同じ外野手の橋本到や亀井善行らが優先的に起用され、5月2日に登録を抹消されて以降はほぼ二軍でシーズンを終えた。2年続けて21試合の出場に終わり本塁打も打てなかった。10月5日には自転車で転倒して負傷し、教育リーグの遠征メンバーから外された。この年も二軍での三振数は圧倒的に多く、4年連続で二軍の三振王となっている。11月26日、背番号が「44」へ変更。後に、55をはく奪された時の心境や「55を返せ・付けるな」と言われたことがあると『バース・デイ』で告白している。
2014年は、開幕を二軍で迎え、5月9日に昇格するも結果を残せず5月18日には登録を抹消された。その後しばらくは一軍昇格がなかったが、レスリー・アンダーソン、松本哲也、亀井善行が次々と怪我で離脱し、8月8日に再び一軍へ昇格。主に松本に代わる守備固め・代走要員として起用されていたが、9月17日の広島東洋カープとの首位攻防戦でシーズン第1号となる代打逆転2点本塁打を放つとスタメン起用される機会も増え、リーグ優勝翌日の9月27日には「4番・中堅手」で先発出場し、プロ入り後初めての4番起用だった。巨人軍第81代目、平成生まれとしてはチーム史上初の4番打者となった。この年は44試合に出場して打率.246、2本塁打、12打点を記録した。オフの10月21日に、「日本プロ野球80周年記念試合」の阪神・巨人連合チームに選出されたことが発表された。
2015年は、4月30日の中日戦で負傷の坂本に代わり4番打者を務めると、3安打猛打賞でお立ち台に上がる。5月13日の広島戦では、第1号本塁打を大瀬良大地から打つなど、ほぼ一軍に定着し7年目でようやく出場機会が増加。最終的には60試合出場、138打席に36安打はいずれも自己最多、打率.277であったが、1本塁打、3打点に留まった。
2016年は、6月3日の試合から「1番・中堅手」として先発出場し、6月5日の北海道日本ハムファイターズ戦では大谷翔平から自身初の先頭打者本塁打を打った。しかしその後は2打席連続空振り三振に終わり、他の打者も大谷を攻略できず敗れた。1番打者でのスタメンも多かったが打撃好調を維持できず、二軍へ降格。62試合の出場で打率.202、4本塁打だった。

### 日本ハム時代
2016年11月2日、吉川光夫・石川慎吾との交換トレードで公文克彦と共に北海道日本ハムファイターズへ移籍した。11月23日のファンフェスティバルで背番号が「33」に決まったと発表された。陽岱鋼の抜けた外野の補強ポイントとして活躍が期待された。

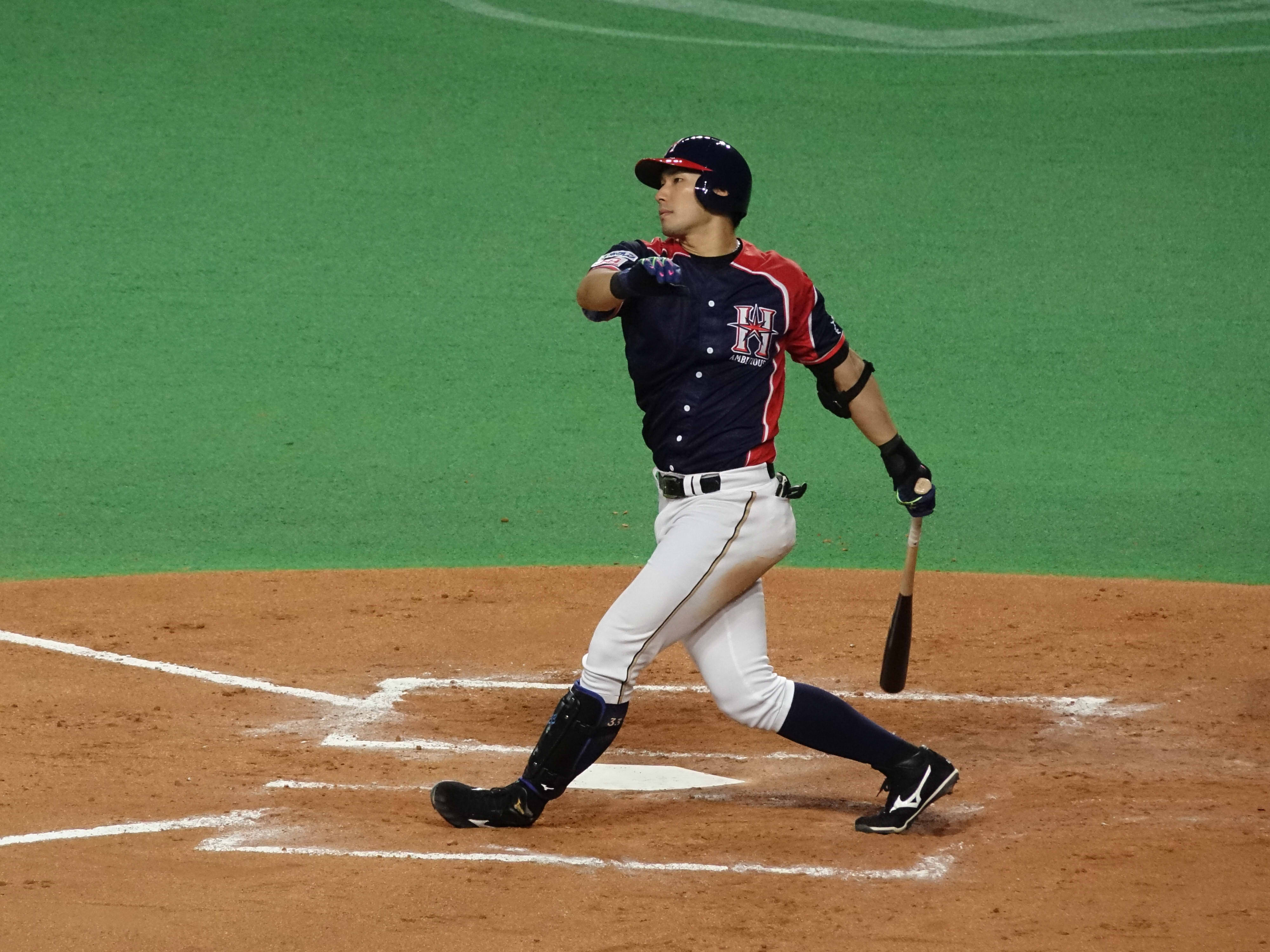
日本ハム時代
（2017年、札幌ドームにて）

2017年は、怪我の影響で開幕に出遅れたが、4月23日に一軍に昇格。4月29日の楽天戦で美馬学から移籍後初の本塁打。5月3日のロッテ戦では、益田直也からプロ初のサヨナラ適時打を打った。5月12日のロッテ戦では、涌井秀章から移籍後初の1試合2本塁打を記録。年間を通して左翼手のレギュラーとして起用され、10月3日のオリックス・バファローズ戦でプロ入り9年目にして初の規定打席に到達した。左翼手のレギュラーとして118試合に出場し、打率.258、15本塁打、46打点、出塁率.302を記録した。
2018年は、開幕を「7番・左翼手」で迎える。シーズン序盤まもなくして、怪我から復帰した近藤健介が負担軽減で左翼にコンバートされたことで、右翼手として起用されることとなった。4月24日のオリックス戦から「2番・右翼手」として出場し、金子千尋から2打席連続本塁打を打った。7月8日のロッテ戦で田中靖洋から死球を受け、左手第5中手骨を骨折。翌9日に登録を抹消された。8月25日に出場登録され、復帰した。怪我での離脱もあり、出場試合数は前年より減らしたものの、104試合に出場し、打率.274、14本塁打、59打点、出塁率.350を記録した。オフの12月26日に背番号を「5」へ変更。
2019年も、前年に引き続き右翼手のレギュラーに定着。自身の誕生日である6月9日の阪神タイガース戦で、史上35人目となる全球団から本塁打を達成した。また、これが通算本塁打49本目であり、50本塁打未満での達成は2015年の大引啓次に次いで2人目となった。自己最多となる132試合に出場し、打率.289、自身初の20本塁打、77打点、出塁率.325と数多くの部門でキャリアハイを記録した。一方で、併殺打22本はリーグワーストとなった。オフの契約更改では、3500万円アップの1億円でサインし、プロ11年目にして1億円プレイヤーとなった。
2020年も、右翼手のレギュラーとして120試合中115試合に出場。打撃成績は、打率.275、14本塁打、68打点、出塁率.314と、安定した成績を残した。また、守備においてもリーグ2位となる補殺7回を記録するなど活躍し、ゴールデングラブ賞を初受賞した。
2021年も、右翼手で開幕スタメン入りを果たしたが、序盤から打撃不振に苦しむ。徐々にスタメンから外れる試合も増え、6月25日に登録抹消。8月13日の後半戦開幕と共に一軍登録されたが、再昇格後も不振が続き、9月6日に再び登録抹消となった。最終的には、59試合出場、打率.212、3本塁打、17打点と、日本ハム移籍後ワーストの成績となった。そして、11月16日に球団から保留手続きを行わないことが発表され、12月2日に西川遥輝、秋吉亮とともに自由契約となった。

### DeNA時代
複数の球団からオファーを受けていたが、2021年12月14日に横浜DeNAベイスターズと契約した。推定年俸は、5000万円。背番号は、巨人時代の先輩である中井大介が前年まで付けていた「0」を引き継いだ。
2022年は、熾烈な外野争いの中で控えに回ることも多かったが、スタメンでは主に2番を任され打棒を発揮。4月17日のヤクルト戦では高橋奎二から移籍後初本塁打を放った。しかし、5月8日の広島戦で守備の際に右太腿裏の肉離れを起こし、一軍登録を抹消された。6月3日に一軍に復帰。様子を見ながら出場を続けていたが、足の張りや体調面を考慮し、7月8日に再び登録抹消となった。8月5日に再び一軍に合流すると、8月9日の阪神戦では同点の9回二死の場面で加治屋蓮から移籍後初となるサヨナラ適時打を打った。8月11日に発熱や頭痛の症状があり新型コロナウイルス陽性判定を受け離脱。8月28日に一軍復帰を果たすと、8月30日の中日ドラゴンズ戦では自身2度目となる1試合5安打を記録し、チームの勝利に貢献した。最終的に62試合の出場にとどまったものの、打率.278、5本塁打、18打点 、OPS.774と前年の不振からは脱し、成績以上に印象に残る活躍やベンチでチームを鼓舞するなど盛り上げ役としても3年ぶりのクライマックスシリーズ進出に貢献した。
2023年は、前半戦は打率.127と打撃不振に苦しみ、7月10日に二軍調整のために登録抹消される。7月22日に再び一軍に合流すると、同日のヤクルト戦で3か月ぶりの適時打を放つ。9月17日の阪神戦では、0対0で迎えた9回表に代打起用されると、コルテン・ブルワーの初球を捉え、球団史上初の代打本塁打での1対0の勝利を決めた。0対0の9回に代打のソロ本塁打で試合を決めたのは、NPBでは74年ぶりで2リーグ制になってからは初の記録だった。シーズン終盤に佐野恵太が怪我で離脱をしたため、佐野に代わって3番に入り、クライマックスシリーズ1stステージ広島戦でも「3番・右翼手」を任された。前半戦の不調が影響し、75試合に出場し、打率.217、4本塁打、15打点だったが、オフシーズンにはメキシコ・ウインターリーグのヤキス・デ・オブレゴンに派遣され、自分を成長させるための武者修行を積むこととなった。10月下旬から7試合に出場し、1安打も打てないまま11月28日に帰国した。
2024年は、3月10日の西武とのオープン戦で走塁の際に足を痛めて途中交代。左ハムストリングの肉離れと診断され開幕前に離脱した。この年は、ルーキーの度会隆輝や梶原昂希、メジャーから復帰した筒香嘉智らの台頭や存在もあり、中々一軍には昇格できない日々が続いた。二軍戦では、70試合の出場で、打率.264、1本塁打、15打点の成績にとどまる。しかしながら、一軍出場機会が全くないまま、10月1日に戦力外通告を受けた。その後10月5日に開催されたファーム日本選手権には「4番・左翼手」で先発出場し、4打数2安打を記録した。

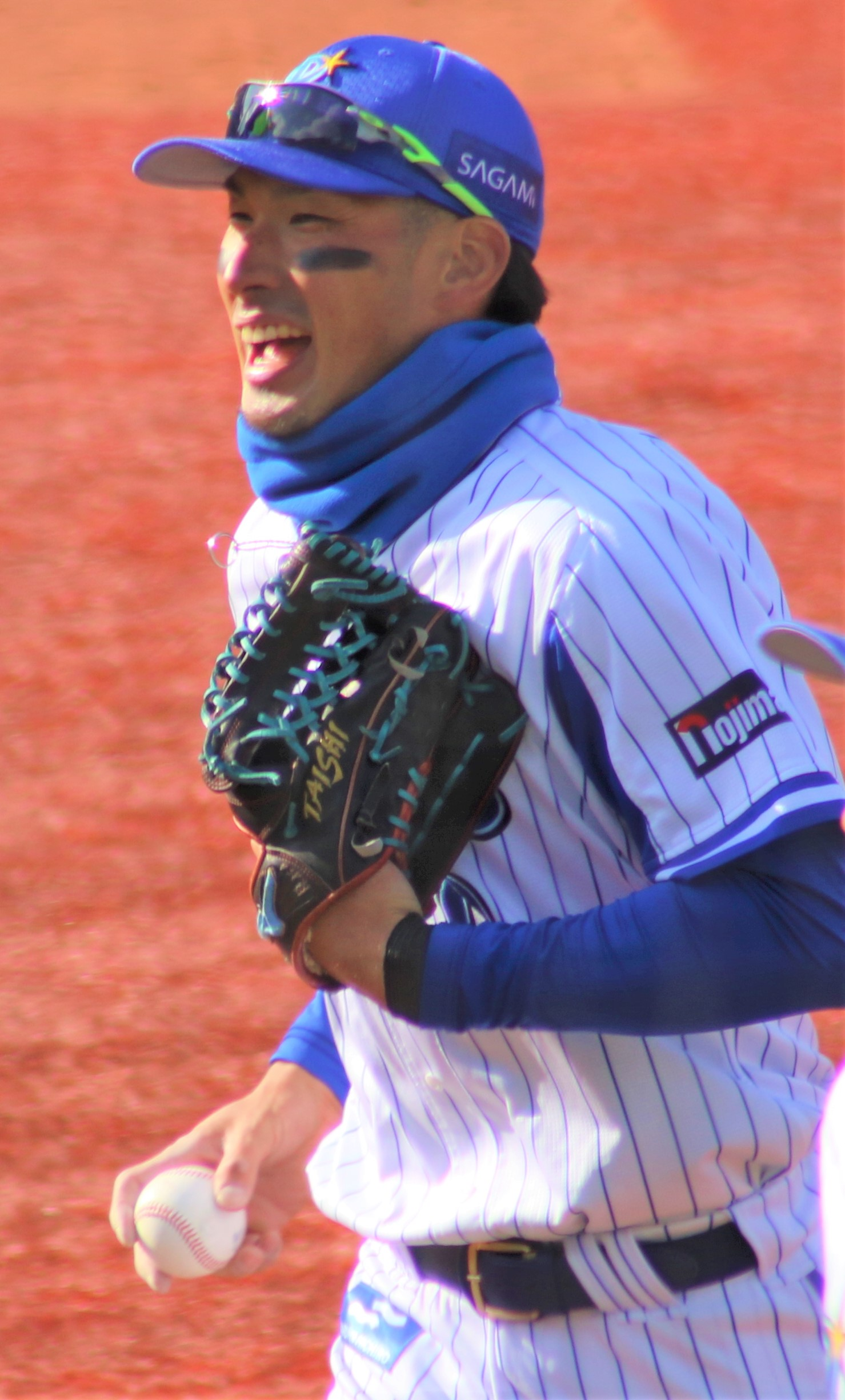
2022年3月6日、横浜スタジアムにて

ファーム日本一決定後に行われた胴上げは現役続行を見据えて固辞するなど、当初は現役続行を希望していたがオファーはなく、11月15日に現役を引退することが発表された。

### 引退後
引退後は古巣巨人のアカデミーのコーチに就任する。

## 選手としての特徴
“走攻守”で躍動感に溢れるプレーが魅力の外野手。打撃では豪快なフルスイングが信条であり、類い稀な長打力を誇る。外野手に転向後、右翼の守備面では守備範囲の広さや肩の強さで貢献している。高校時代に投手として最速147km/hを記録した。2018年は両リーグの右翼手で2位となるUZR13.3を記録した。脚力もあり、高校時代に50m走のタイム6秒1を記録した。
日本ハム時代は2018年から3年間チームの二番打者として抜擢され、「繋ぐ」2番打者ではなく「攻撃」の2番打者として活躍し、「勝つためにはチームバッティングも考えないといけないんですけど、そうした奥深さであったり、新たな野球観にも出会えたと思っています。2番だからバントや右打ちをしてくれとかそういうのは一切ないですし、2番だからこうしなくちゃいけないとか、そういう固定観念とかは考えないようにしています。きっと栗山監督もそれを望んで僕を2番に置いていると思うので」とコメントした。

## 人物
- 巨人時代の2014年12月24日に結婚したことを発表[86][87]。娘がいる[88]
- 2015年3月8日の阪神タイガースとのオープン戦終了後、記者から「最近はなかなか結果が出ず、打率は2割を切りそうな状況（試合前は打率.208）だったが？」と質問を受けている最中に、「そんなのじゃない!そんなことにおびえていたら野球にならないから!」と遮った。後日、大田のもとに謝罪に行くと、大田は「あれは違う聞き方があるだろ」と笑って許したという。ちなみに、この記者は2015年シーズンからプロ野球を担当する巨人の記者で、プロ7年目の大田と同い年である。そのため、記事では「“先輩”から学ばせてもらった」と書いている。[89]
- 趣味は釣りで、オフにチームメイトを誘っている[90]。

## 詳細情報

### 年度別打撃成績
| 年 度      | 球 団      | 試 合 | 打 席 | 打 数 | 得 点 | 安 打 | 二 塁 打 | 三 塁 打 | 本 塁 打 | 塁 打 | 打 点 | 盗 塁 | 盗 塁 死 | 犠 打 | 犠 飛 | 四 球 | 敬 遠 | 死 球 | 三 振 | 併 殺 打 | 打 率 | 出 塁 率 | 長 打 率 | O P S |
| ---------- | ---------- | ----- | ----- | ----- | ----- | ----- | -------- | -------- | -------- | ----- | ----- | ----- | -------- | ----- | ----- | ----- | ----- | ----- | ----- | -------- | ----- | -------- | -------- | ----- |
| 2009       | 巨人       | 3     | 1     | 1     | 0     | 0     | 0        | 0        | 0        | 0     | 0     | 0     | 0        | 0     | 0     | 0     | 0     | 0     | 1     | 0        | .000  | .000     | .000     | .000  |
| 2010       | 巨人       | 2     | 6     | 6     | 0     | 0     | 0        | 0        | 0        | 0     | 0     | 0     | 0        | 0     | 0     | 0     | 0     | 0     | 1     | 0        | .000  | .000     | .000     | .000  |
| 2011       | 巨人       | 12    | 28    | 26    | 4     | 4     | 1        | 0        | 0        | 5     | 3     | 0     | 0        | 1     | 1     | 0     | 0     | 0     | 9     | 0        | .154  | .148     | .192     | .340  |
| 2012       | 巨人       | 21    | 70    | 63    | 9     | 16    | 4        | 1        | 2        | 28    | 7     | 3     | 2        | 0     | 0     | 7     | 0     | 0     | 15    | 3        | .254  | .329     | .444     | .773  |
| 2013       | 巨人       | 21    | 38    | 31    | 3     | 5     | 0        | 0        | 0        | 5     | 2     | 1     | 0        | 2     | 1     | 4     | 1     | 0     | 9     | 0        | .161  | .250     | .161     | .411  |
| 2014       | 巨人       | 44    | 74    | 65    | 14    | 16    | 6        | 0        | 2        | 28    | 12    | 4     | 2        | 0     | 0     | 8     | 1     | 1     | 20    | 2        | .246  | .338     | .431     | .769  |
| 2015       | 巨人       | 60    | 138   | 130   | 13    | 36    | 7        | 0        | 1        | 46    | 3     | 3     | 2        | 0     | 0     | 7     | 0     | 1     | 39    | 0        | .277  | .319     | .354     | .673  |
| 2016       | 巨人       | 62    | 119   | 114   | 12    | 23    | 6        | 1        | 4        | 43    | 13    | 0     | 0        | 0     | 1     | 4     | 0     | 0     | 45    | 3        | .202  | .227     | .377     | .604  |
| 2017       | 日本ハム   | 118   | 457   | 427   | 41    | 110   | 21       | 1        | 15       | 178   | 46    | 5     | 2        | 0     | 2     | 28    | 0     | 0     | 88    | 14       | .258  | .302     | .417     | .719  |
| 2018       | 日本ハム   | 104   | 429   | 383   | 56    | 105   | 22       | 4        | 14       | 177   | 59    | 3     | 4        | 0     | 1     | 38    | 0     | 7     | 103   | 11       | .274  | .350     | .462     | .812  |
| 2019       | 日本ハム   | 132   | 594   | 557   | 79    | 161   | 28       | 1        | 20       | 251   | 77    | 6     | 2        | 0     | 5     | 27    | 4     | 5     | 111   | 22       | .289  | .325     | .451     | .776  |
| 2020       | 日本ハム   | 115   | 481   | 455   | 57    | 125   | 16       | 1        | 14       | 185   | 68    | 3     | 3        | 0     | 0     | 25    | 1     | 1     | 105   | 11       | .275  | .314     | .407     | .721  |
| 2021       | 日本ハム   | 76    | 206   | 191   | 11    | 39    | 5        | 2        | 3        | 57    | 20    | 1     | 1        | 0     | 1     | 14    | 3     | 0     | 50    | 10       | .204  | .257     | .298     | .556  |
| 2022       | DeNA       | 62    | 153   | 144   | 17    | 40    | 10       | 1        | 5        | 67    | 18    | 0     | 1        | 1     | 1     | 6     | 0     | 1     | 33    | 4        | .278  | .309     | .465     | .774  |
| 2023       | DeNA       | 75    | 186   | 175   | 18    | 38    | 12       | 0        | 4        | 62    | 15    | 0     | 0        | 0     | 0     | 9     | 0     | 2     | 49    | 2        | .217  | .263     | .354     | .618  |
| 通算：15年 | 通算：15年 | 907   | 2980  | 2768  | 334   | 718   | 138      | 12       | 84       | 1132  | 343   | 29    | 19       | 4     | 13    | 177   | 10    | 18    | 678   | 82       | .259  | .307     | .409     | .716  |

- 各年度の太字はリーグ最高

### 年度別守備成績
内野守備
| 年 度 | 球 団 | 一塁  | 一塁  | 一塁  | 一塁  | 一塁  | 一塁     | 三塁  | 三塁  | 三塁  | 三塁  | 三塁  | 三塁     |
| 年 度 | 球 団 | 試 合 | 刺 殺 | 補 殺 | 失 策 | 併 殺 | 守 備 率 | 試 合 | 刺 殺 | 補 殺 | 失 策 | 併 殺 | 守 備 率 |
| ----- | ----- | ----- | ----- | ----- | ----- | ----- | -------- | ----- | ----- | ----- | ----- | ----- | -------- |
| 2009  | 巨人  | -     | -     | -     | -     | -     | -        | 2     | 0     | 2     | 0     | 0     | 1.000    |
| 2010  | 巨人  | 2     | 15    | 2     | 1     | 0     | .944     | -     | -     | -     | -     | -     | -        |
| 2011  | 巨人  | 9     | 52    | 3     | 1     | 2     | .982     | 2     | 0     | 2     | 0     | 0     | 1.000    |
| 2012  | 巨人  | 12    | 83    | 5     | 2     | 8     | .978     | 2     | 1     | 0     | 0     | 0     | 1.000    |
| 2014  | 巨人  | 3     | 8     | 0     | 0     | 0     | 1.000    | -     | -     | -     | -     | -     | -        |
| 2015  | 巨人  | 8     | 15    | 0     | 1     | 2     | .938     | -     | -     | -     | -     | -     | -        |
| 通算  | 通算  | 34    | 173   | 10    | 5     | 12    | .973     | 6     | 1     | 4     | 0     | 0     | 1.000    |

外野守備
| 年 度 | 球 団    | 外野  | 外野  | 外野  | 外野  | 外野  | 外野     |
| 年 度 | 球 団    | 試 合 | 刺 殺 | 補 殺 | 失 策 | 併 殺 | 守 備 率 |
| ----- | -------- | ----- | ----- | ----- | ----- | ----- | -------- |
| 2012  | 巨人     | 15    | 21    | 0     | 0     | 0     | 1.000    |
| 2013  | 巨人     | 16    | 17    | 1     | 0     | 0     | 1.000    |
| 2014  | 巨人     | 37    | 34    | 1     | 0     | 0     | 1.000    |
| 2015  | 巨人     | 44    | 53    | 0     | 0     | 0     | 1.000    |
| 2016  | 巨人     | 43    | 49    | 0     | 1     | 0     | .980     |
| 2017  | 日本ハム | 102   | 196   | 3     | 1     | 0     | .995     |
| 2018  | 日本ハム | 101   | 170   | 2     | 0     | 0     | 1.000    |
| 2019  | 日本ハム | 130   | 253   | 5     | 3     | 1     | .989     |
| 2020  | 日本ハム | 113   | 185   | 7     | 1     | 2     | .995     |
| 2021  | 日本ハム | 58    | 60    | 4     | 1     | 0     | .985     |
| 2022  | DeNA     | 40    | 39    | 1     | 0     | 0     | 1.000    |
| 2023  | DeNA     | 39    | 61    | 0     | 1     | 0     | .984     |
| 通算  | 通算     | 738   | 1138  | 24    | 8     | 3     | .993     |

- 各年度の太字はリーグ最高
- 太字年はゴールデングラブ賞受賞年

### 表彰
- ゴールデングラブ賞：1回（外野手部門：2020年）

### 記録
初記録
- 初出場：2009年6月21日、対千葉ロッテマリーンズ4回戦（東京ドーム）、9回裏二死二塁で松本哲也の代打で出場
- 初打席：同上、9回裏にブライアン・シコースキーの前に空振り三振
- 初先発出場：2010年6月12日、対福岡ソフトバンクホークス3回戦（福岡Yahoo! JAPANドーム）、「8番・一塁手」で先発出場
- 初安打・初打点：2011年5月18日、対東北楽天ゴールデンイーグルス2回戦（日本製紙クリネックススタジアム宮城）、10回表にロムロ・サンチェスから中前決勝2点適時打
- 初盗塁：2012年9月4日、対阪神タイガース19回戦（阪神甲子園球場）、9回表に二盗（投手：福原忍、捕手：藤井彰人）
- 初本塁打：2012年9月23日、対東京ヤクルトスワローズ23回戦（東京ドーム）、8回裏に山本哲哉から左越ソロ

その他の記録
- 全球団から本塁打：2019年6月9日、対阪神タイガース3回戦（阪神甲子園球場）、6回表に島本浩也から左越2ラン ※史上35人目
- 9回0-0から代打決勝ソロ本塁打：2023年9月17日、対阪神タイガース23回戦（阪神甲子園球場）※1949年6月18日南海戦、代打サヨナラ弾の藤本英雄（巨人）以来74年ぶり、2リーグ制後初[91]。

### 背番号
- 55（2009年 - 2013年）
- 44（2014年 - 2016年）
- 33（2017年 - 2018年）
- 5（2019年 - 2021年）
- 0（2022年 - 2024年）

### 登場曲
- 「Closer」Ne-Yo（2009年）
- 「GEE（Korean ver.）」少女時代（2011年）
- 「ベイビー・アイラブユー」TEE（2011年）
- 「銀河鉄道999」ゴダイゴ（2012年）
- 「やってもないのに」RAY（2013年）
- 「Empire State of Mind（feat. Alicia Keys）」Jay Z（2014年）
- 「Here It Is」Flo Rida ft. Chris Brown（2015年 - 2016年）
- 「Boom Clap」Charli XCX（2015年）
- 「Street Dreams」Zeebra（2016年）
- 「You Give Love a Bad Name」Bon Jovi（2017年 - ）横浜移籍後　奇数打席
- 「It's My Life」Bon Jovi（2017年 - ）横浜移籍後　偶数打席
- 「裏庭独走最前線」TERRY THE AKI-06（2022年 - ） 第1打席
- 「AREA AREA」OZROSAURUS（2023年）
- 「韻波句徒」CHEHON（2023年）チャンス時

### 代表歴
- 2010 IBAFインターコンチネンタルカップ 日本代表